# Don't Change
Don't Change es el octavo disco sencillo del grupo australiano de rock INXS, el segundo desprendido de su tercer álbum de estudio Shabooh Shoobah, y fue publicado en octubre de 1982. 
El lado B del vinilo australiano de 7" es el tema Go West. En 1983 se lanzó el sencillo en Europa con el lado B You Never Used To Cry, y en Estados Unidos con el lado B Long In Tooth.
Ha sido descrito como el primer sencillo internacional de la banda. "Don't Change" alcanzó el puesto 14 en la lista de sencillos de Australia, el puesto 80 en el Billboard Hot 100, y el puesto 17 en la lista Top Tracks de Billboard.
En febrero de 2014, después de la emisión de la miniserie INXS: Never Tear Us Apart en el canal de televisión Channel 7, "Don't Change" volvió a estar presente en las listas en Australia, alcanzando el puesto 92 en el ARIA Singles Chart.
En 2017 la canción fue seleccionada para su conservación en el Archivo Nacional de Imagen y Sonido de la colección Sounds of Australia.
En enero de 2018 la emisora de radio Triple M publicó la lista 'most Australian' con "Don't Change" en el puesto 28.

## Video musical
El video musical, dirigido por Scott Hicks, estaba originalmente planeado para ser filmado en la pista de un aeropuerto, en el sur de Australia, pero fue cancelado debido al mal tiempo y la filmación tuvo lugar en un hangar de un aeropuerto cercano. Hutchence conocía a Hicks, quien anteriormente había dirigido la película australiana Freedom, para la cual Hutchence había actuado en dos canciones incluidas en la banda sonora de la película, "Speed Kills" y "Forest Theme", escritas por Don Walker (Cold Chisel). "Speed Kills" fue el primer sencillo en solitario de Hutchence y fue lanzado por WEA a principios de 1982.

## Músicos
- Michael Hutchence: voz principal y coros
- Kirk Pengilly: guitarra rítmica y coros
- Tim Farriss: guitarra principal
- Andrew Farriss: sintetizador
- Garry Gary Beers: bajo y coros
- Jon Farriss: batería y coros

## Formatos
En disco de vinilo
7 pulgadas. Octubre 1982 WEA 100232 /. 1983 WEA P-1795 .
| Lado A |                |              |          |  |
| N.º    | Título         | Escritor(es) | Duración |  |
| 1.     | «Don't Change» | INXS         | 4:24     |  |

| Lado B |           |                                              |          |  |
| N.º    | Título    | Escritor(es)                                 | Duración |  |
| 1.     | «Go West» | Andrew Farriss, Kirk Pengilly y J. Bushelman | 3:10     |  |

7 pulgadas 1983 Mercury Records 812 626-7 /
| Lado A |                |              |          |  |
| N.º    | Título         | Escritor(es) | Duración |  |
| 1.     | «Don't Change» | INXS         | 4:24     |  |

| Lado B |                         |              |          |  |
| N.º    | Título                  | Escritor(es) | Duración |  |
| 1.     | «You Never Used To Cry» | Jon Farriss  | 2:11     |  |

7 pulgadas 1983 Atco Records 7-99874 
| Lado A |                |              |          |  |
| N.º    | Título         | Escritor(es) | Duración |  |
| 1.     | «Don't Change» | INXS         | 4:24     |  |

| Lado B |                 |                |          |  |
| N.º    | Título          | Escritor(es)   | Duración |  |
| 1.     | «Long In Tooth» | Andrew Farriss | 3:38     |  |

12 pulgadas 1983 Mercury Records 814 328-1 
| Lado A |                |              |          |  |
| N.º    | Título         | Escritor(es) | Duración |  |
| 1.     | «Don't Change» | INXS         | 4:24     |  |

| Lado B |                         |                                   |          |  |
| N.º    | Título                  | Escritor(es)                      | Duración |  |
| 1.     | «You Never Used To Cry» | Jon Farriss                       | 2:11     |  |
| 2.     | «Golden Playpen»        | Michael Hutchence y Kirk Pengilly | 3:02     |  |